# Marquis de Morès
 (août 2021).
Si vous disposez d'ouvrages ou d'articles de référence ou si vous connaissez des sites web de qualité traitant du thème abordé ici, merci de compléter l'article en donnant les références utiles à sa vérifiabilité et en les liant à la section « Notes et références ».
Antoine-Amédée-Marie-Vincent Manca-Amat de Vallombrosa, connu sous son titre de Marquis de Morès, né le 14 juin 1858 à Paris et mort le 9 juin 1896 à El Ouatia, est un militant antisémite et nationaliste français, explorateur, aventurier, éleveur de troupeaux et fondateur de la ville américaine de Medora (Dakota du Nord).

## Biographie

### Famille
La famille Manca-Amat de Vallombrosa est une très vieille famille originaire de Sassari dans le royaume de Sardaigne qui vécut sous domination espagnole jusqu’en 1713, devint alors autrichienne puis, à partir de 1720, savoyarde.
Lorsque le duc de Savoie devient roi de Sardaigne ; don Antonio Manca-Amat, marquis de Morès et de Montemaggiore, reçoit en 1775 du roi Victor-Amédée III, contre le paiement de 70 000 livres savoyardes, le titre de duc d’Asinara, nom d'une île de Sardaigne, et siègera au Palazzo Ducale à Sassari. Le roi Victor-Emmanuel Ier autorise le changement du titre de ce duché en celui de « Vallombrosa », nom d'une localité voisine de l’île, et duché réversible aux femmes, par ailleurs.
Le grand-père du marquis de Morès, Vincenzo Manca-Amat, n’ayant pas réussi à faire échouer un complot contre le roi Charles-Félix, voit ses biens confisqués par la Couronne et s’exile en France dans les années 1820. Il épouse à Paris, le 31 août 1831, Claire de Galard de Brassac de Béarn (1809-1840) avant de rentrer en 1832 en possession de ses biens ; il meurt le 22 avril 1850.
Le fils de Vincenzo Manca-Amat et père du marquis de Morès, Richard (Riccardo) Manca-Amat (Paris, 1834 – Pouilly-sur-Loire, 1903), duc de Vallombrosa et d'Asinara, épouse en 1857 Geneviève de Pérusse des Cars (Paris, 1836 – Abondant, 1886), fille d'Amédée de Pérusse des Cars, 2e duc des Cars et général qui en juin 1830 avait commandé la 3e division lors de la conquête de l'Algérie.
À vingt-deux ans, Richard mène une expédition à travers l’Inde ; il acquiert en 1858 d'un riche anglais un palais à Cannes, le « palais Vallombrosa » ou « château Vallombrosa », qui est acquis pour 180 000 francs et qu'il revend en 1893.
Le couple, Richard et Geneviève Manca-Amat de Vallombrosa, aura trois enfants : deux fils, Antoine de Vallombrosa, duc de Vallombrosa et d'Asinara, et Amédée de Vallombrosa, marquis de Morès, et une fille, Claire de Vallombrosa, comtesse Lafond (belle-fille d'Étienne-Edmond, comte Lafond).

## Les premières années
Antoine fait ses études à Cannes au collège Stanislas puis se présente à Saint-Cyr dont il sort breveté, en 1878, comme lieutenant de cavalerie, promotion Plewna. En 1876, il a eu pour condisciples Charles de Foucauld et Philippe Pétain également compagnons de chambrée.
Il étudie à l'école de cavalerie de Saumur et est envoyé en Algérie où il participe à une expédition contre une rébellion. Il y livre son premier duel. À sa majorité, il reçoit le titre de marquis de Morès et de Montemaggiore.
En 1882, il quitte l'armée et il est versé dans le cadre de réserve du 22e dragons.
Le 15 février 1882, au château de La Bocca, propriété de sa belle-famille à Cannes, il épouse Medora von Hoffman (1856-1921), fille de Louis von Hoffman, un riche banquier new-yorkais, et d'Athenais von Hoffman (née Grymes) ; le prince de Galles, futur Édouard VII, hôte assidu d'Athenaïs von Hoffman et de nombreux membres de l’aristocratie internationale assistent, en l'église Sainte-Marguerite, au mariage qui donne lieu à une somptueuse cérémonie.

## L’aventure américaine

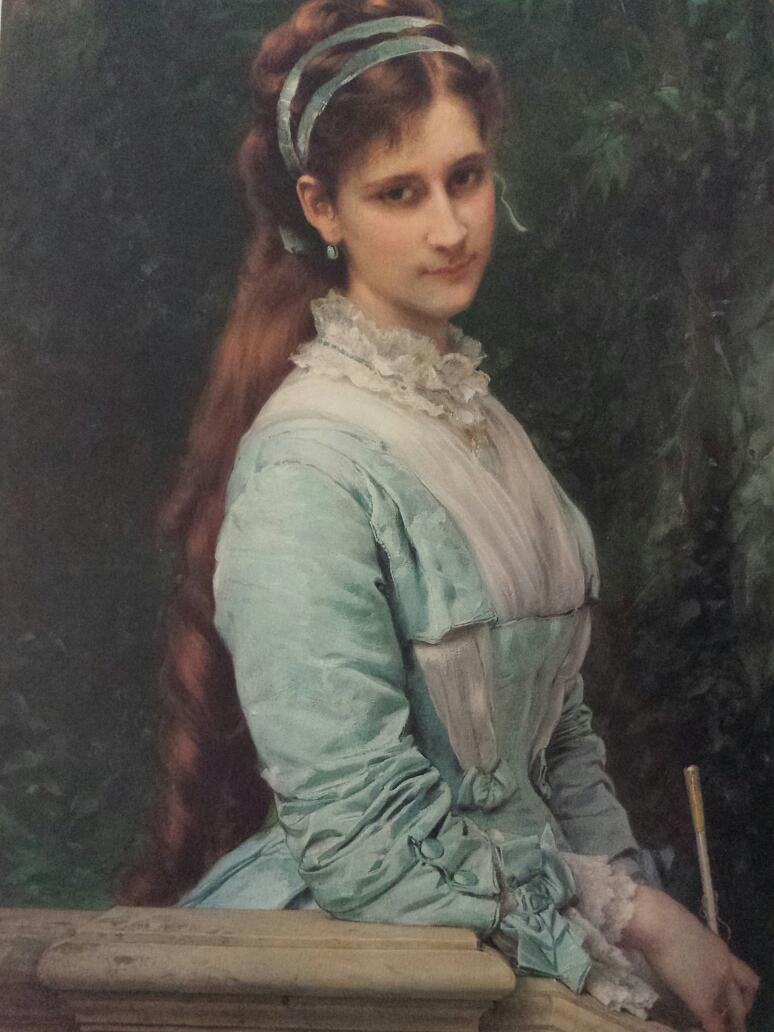
Medora von Hoffman (XIXe siècle).

Il part en 1883 aux États-Unis et, après avoir travaillé dans la banque new-yorkaise de son beau-père, s'établit dans les badlands, au Dakota du Nord, où il fonde une ville qu'il baptise du nom de sa femme, Medora. Il crée un ranch et une compagnie de diligences. Il se livre à plusieurs duels au pistolet, est arrêté à plusieurs reprises pour meurtres et toujours acquitté. Il faillit même se battre avec son voisin Theodore Roosevelt. Il organise des poursuites contre des voleurs de bétail.
Il se livre à l'élevage intensif du bétail. Au lieu d'envoyer les bœufs à Chicago, il imagine créer son propre abattoir à Medora et alimenter directement les boucheries du pays. Difficulté de trouver du bétail de qualité, lutte avec les barons de la viande de Chicago, ainsi que, dit Georges Bernanos, la coalition des éleveurs et des banques juives, son affaire décline et il rentre en 1886, ruiné.
Le pavillon d'été et de chasse qu'il a construit comme demeure est aujourd'hui un musée, Le Château de Mores, et fait partie d'un domaine qui inclut également le de Mores Memorial Park.

## Au Tonkin
Sur les conseils de son père, il s'embarque, en novembre 1887, avec sa femme à Marseille pour Bombay ; ils se rendent ensuite à Calcutta puis au Népal et rentrent en France au printemps 1888. C'est sur le bateau du retour, où se trouvent de nombreux officiers rentrant du Tonkin, qu'il imagine alors divers projets dont celui de la construction d'un chemin de fer de la frontière chinoise au golfe du Tonkin.
Il obtient des autorités de pouvoir étudier son projet et quitte Marseille le 21 octobre 1888. En escale à Hong Kong, il aurait eu un duel avec un autre aventurier français, Marie-Charles David de Mayrena, l’auto-proclamé « roi des Sedangs ». En 1889, il est rappelé en France, Ernest Constans, premier gouverneur général de l'Indochine, qui s'oppose à cette réalisation, ayant été nommé ministre de l'Intérieur pour lutter contre le général Boulanger.

## En France
Morès se lance alors dans la politique et fonde la Ligue antisémitique de France avec Édouard Drumont, soutenant les boulangistes en fin de course en janvier 1890 avant d'être rejeté par ceux-ci pour les élections municipales de Paris où Morès ne participe pas à la campagne antisémite dirigée par Drumont.
En juin 1890, il est jugé pour des publications antisémites. Accusé de les avoir écrites, il plaide son innocence. Lorsque le procureur l'accuse d'avoir fait appel à Pierre Martinet, militant anarchiste et fondateur de l'anarchisme individualiste, pour publier les textes en question, Martinet, qui assiste à l'audience, se lève avec indignation et l'accuse de mentir. Il est exclu de l'audience.
Tenu à l'écart de la direction de la LNAF et déçu par l'inimitié entre Drumont et Boulanger, le marquis de Morès a créé en mars 1890 son propre groupe, dit « Morès et ses amis », qui récupère les débris de la ligue de Drumont et reste actif jusqu'en 1893.
De par son activité en Amérique, il s'intéresse au sort des bouchers de l'abattoir de La Villette qui vont constituer sa « troupe de choc » pour les combats de rue, portant un sombrero et une chemise rouge de cow-boy ; il mène les actions et tient des meetings avec Jules Guérin.
Il rejoint Drumont comme rédacteur à La Libre Parole et lance en mars 1892 une campagne antisémite accusant un groupe de bouchers juifs d'avoir fourni de la viande avariée à l'Armée. En juin 1890, il est condamné à trois mois de prison pour ses écrits.

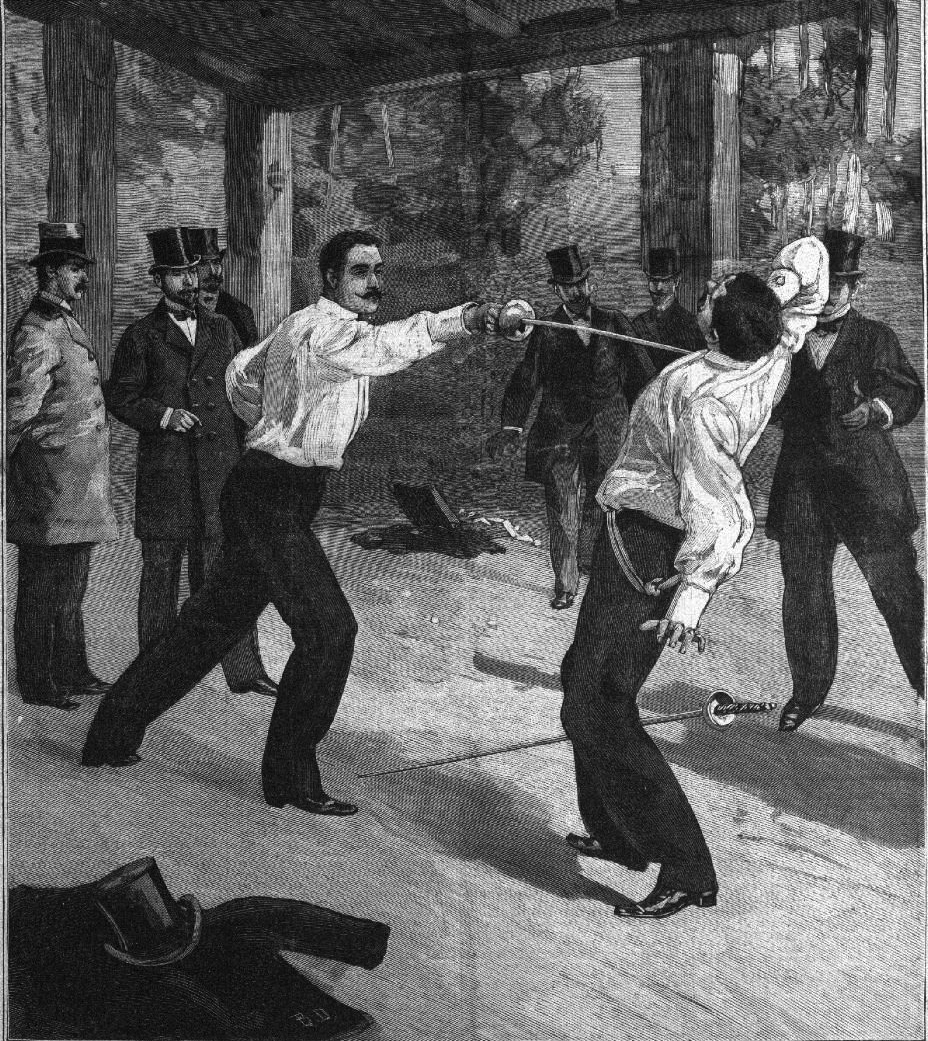
Duel du marquis de Morès contre le capitaine Mayer.

Il multiplie les duels, d'abord avec le journaliste et député de gauche Ferdinand-Camille Dreyfus.
Une série d'articles dans La Libre Parole soutient qu’il faut « exclure tous les Juifs de l’armée française ». Se considérant insulté et désireux de sauver l'honneur des « trois cents officiers français de l’armée active qui appartiennent au culte israélite », l’un d’eux, André Crémieu-Foa, provoqua Drumont en duel. Mais il lui fut interdit de se battre par les autorités militaires. Un autre officier juif, le capitaine Armand Mayer, prit alors sa place face au marquis de Morès qui le tua à l'île de la Jatte (alors île de la Grande Jatte) le 23 juin 1892. La mort du capitaine Armand Mayer suscita une vive émotion dans toute la France. L'avocat Edgar Demange, qui défendra plus tard le capitaine Dreyfus, obtint son acquittement. Theodor Herzl s'inspira de ce fait divers pour écrire sa pièce de théâtre Le Nouveau Ghetto.
Ennemi de Georges Clemenceau, Morès participe en 1893 à la campagne haineuse menée contre le député sortant du Var, en contribuant notamment à l'exploitation du « faux Norton » destiné à présenter le grand orateur radical comme un agent stipendié de l'Angleterre.

### Antisémitisme
Dans son ouvrage Le Fascisme en action, Robert Paxton rappelle que, pour Maurice Barrès, le marquis de Morès fut le « premier national-socialiste » ; cela se concrétisant dans des actes précis du marquis de Morès, après son retour d'Amérique :

« [Le Marquis de] Morès (...) rentra à Paris au début des années 1890 et mit sur pied une bande de gros bras antisémites qui attaquaient les boutiques et les entreprises juives. Réminiscence de son passé d'éleveur, il recrutait ses sbires dans les abattoirs de Paris. »

— Le Fascisme en action, de Robert Paxton.

## Sa mort
Devant l'émotion soulevée par la mort du capitaine Mayer, mais surtout parce que Clemenceau révèle que Morès a emprunté de l’argent au banquier juif Cornelius Herz, associé au scandale de Panama, Morès part pour l’Algérie alors française, où il fonde en 1894 le « Parti antisémite algérien », pensant se rallier les musulmans.
Pour combattre l'hégémonie anglaise en Afrique, à la suite de la crise de Fachoda, il imagine réunir des tribus nomades, en particulier à travers les confréries des Senoussis et des Tidjane. Il décide de se rendre en Tunisie alors sous protectorat français, en mars 1896. Malgré l'opposition du résident général Millet, il organise une caravane pour se diriger vers la frontière libyenne. Il reçoit l'assistance du cheikh Mohammed ben Otsmane El Hachaichi, un érudit tunisien francophile, qui propose de l’accompagner pour le présenter au chef de la confrérie Senoussis.
En route, il recrute des Touaregs et renvoie les Tunisiens, mais trompé par ces derniers, il est tué le 9 juin au lieu-dit « El Ouatia », à la frontière de la Tunisie et de la Libye.

Sa dépouille est ramenée le 2 juillet à Kebili. L’affaire est reprise dans la presse ; Medora von Hoffman fait déclencher une enquête avec l'aide du député Jules Delahaye ; les assassins sont arrêtés et l’un d’eux condamné à mort mais gracié sur demande de Medora.
Ses obsèques sont célébrées à la cathédrale Notre-Dame de Paris, le dimanche 19 juillet 1896, en présence de Georges Louis Humbert, représentant du président de la République Félix Faure, du duc d'Orléans, ainsi que de nombreux militaires et députés. Maurice Barrès, Édouard Drumont et Jules Guérin firent son éloge funèbre.

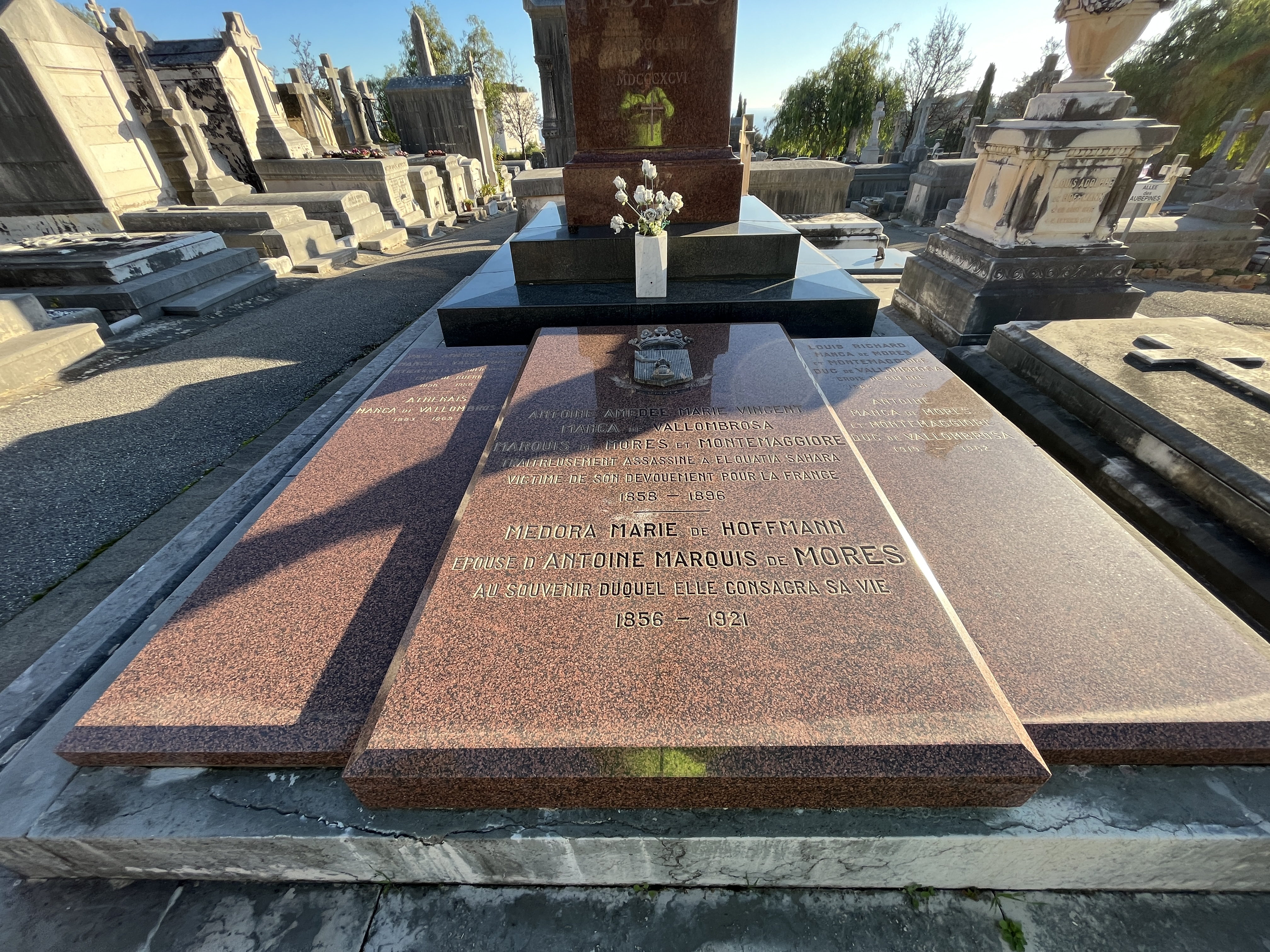
Tombe d'Antoine Manca de Vallombrosa, marquis de Morès au cimetière du Grand Jas à Cannes.

D'abord inhumée au cimetière Montmartre, sa dépouille fut transférée au cimetière du Grand Jas à Cannes, où sa tombe est ornée de son portrait et de celui de sa femme par Prosper d'Épinay.
Une allée et une rue du Marquis de Morès existaient à Garches, commune dont Charles Devos, administrateur de La Libre Parole entre 1895 et 1916, a été maire de 1925 à 1931. En 2022, la Municipalité a procédé au changement de ces odonymes : l'allée du Marquis de Morès a été rebaptisée allée Lucie Aubrac et la rue du Marquis de Mores a pris le nom de rue Marie Curie.